# ولیکی لیپوتس، ژوژمبرک
ولیکی لیپوتس، ژوژمبرک (اسلوونیایی: Veliki Lipovec, Žužemberk) یک زیستگاه انسانی در اسلوونی است که در Lower Carniola واقع شده‌است.

## خصوصیات
ولیکی لیپوتس ۵٫۴۵ کیلومترمربع مساحت و ۱۰۳ نفر جمعیت دارد و ۴۵۶٫۵ متر بالاتر از سطح دریا واقع شده‌است.